# Дрёбак
Дрёбак (норв. Drøbak, др.-сканд. Drjúgbakki) — город в Норвегии, центр коммуны Фрогн.
Имел статус города с 1842 до 1962 года, когда был объединен с сельской коммуной Фрогн. Статус города восстановлен с 13 февраля 2006 года. Население — 13 393 человек (на 2019 год).
Дрёбак расположен на берегу Осло-фьорда в самом узком его месте, Drøbaksundet, что сделало это место удобным для налаживания паромных переправ на другой берег. Поскольку фьорд у Дрёбак остается свободным ото льда зимой, когда замерзают все порты ближе к Осло, город функционирует как зимний порт для столицы. Летом, в туристкий сезон, здесь останавливаются круизные суда по дороге в Осло.
9 апреля 1940 года, в проливе напротив города произошло Сражение в Осло-фьорде, когда при попытке прорваться к столице Норвегии артогнём и торпедами располагавшегося у города форта Оскарсборг был потоплен немецкий тяжелый крейсер «Блюхер»
В городе находится почтовое отделение Санта-Клауса.